# Chó săn Anh Pháp lớn tam thể
Chó săn Anh Pháp lớn tam thể (tiếng Anh: Great Anglo-French Tricolour Hound, tiếng Pháp: Grand Anglo-Francais Tricolore) là một giống chó được nuôi để săn bắt. Nó là một trong những giống chó săn Anh-Pháp, được lai tạo từ những con chó săn Pháp với Chó săn cáo Anh Quốc (Anglo).

## Ngoại hình
Chó săn Anh Pháp lớn tam thể có đôi chân dài, đôi tai dài và một cái đuôi dài. Bộ lông đôi ngắn của nó có ba màu, đen, trắng và nâu. Chó săn Anh Pháp lớn tam thể có chiều cao ở các vai là 60–72 cm và nặng khoảng 34.5- 35.5 kg.

## Lịch sử
Chó săn Anh Pháp lớn tam thể được lai tạo từ Poitevin tam thể và chó săn cáo Anh Quốc. Sự kết hợp này đã ảnh hưởng mạnh đến giống chó này theo nhiều cách. Chúng được nuôi để săn những con mồi lớn như hươu đỏ, heo rừng và hoẵng châu Âu hoặc động vật nhỏ hơn như cáo. Từ"Lớn"không nhất thiết liên quan đến kích thước,"hầu hết nó có nghĩa là săn bắt động vật lớn".
Loài này được công nhận ở nước xuất xứ của nó bởi Société Centrale Canine (French Kennel Club) và quốc tế vào năm 1983 bởi Liên minh nghiên cứu chó quốc tế (FCI) trong Nhóm 6, Scenthound. Ở Pháp, nó được lai tạo và chủ yếu được nuôi như một con chó săn, không phải là thú cưng. Loài này đã được xuất khẩu sang Bắc Mỹ, nơi nó được công nhận bởi Câu lạc bộ đăng ký chó thuần chủng Liên bang (UKC).

## Sức khỏe và tập tính
Chó săn Anh Pháp lớn tam thể đòi hỏi cần tập thể dục nhiều. Chúng thường được giữ ở các khu vực nông thôn và có thể không thích nghi tốt với thành phố hoặc cuộc sống gia đình. Để cho nó đi đầu có thể nguy hiểm vì bản năng săn bắn rất cao.

## Màu tam thể
Bộ lông tam thể của nó là một mẫu màu đen hoặc nâu, một số màu đỏ thường được gọi là màu nâu, và một số màu trắng. hắc tố, sắc tố xảy ra trên cùng một con chó;"phía sau có màu đen do sắc tố eumelanin được tạo ra và bụng bị tan hoặc đỏ từ sắc tố phaeomelanin được tạo ra".